# タマラ・ティシケビッチ
タマラ・ティシケビッチ（ロシア語: Тамара Андреевна Тышкевич、ローマ字: Tamara Andreevna Tyshkevich、1931年3月31日 - 1997年12月27日）は、旧ソビエト連邦の陸上競技選手。1950年代に活躍した女子砲丸投選手。1956年メルボルンオリンピックの金メダリストである。白ロシア共和国ヴィチェプスク出身。

## 経歴
ティシケビッチは、ソ連が初出場した1952年ヘルシンキオリンピックに出場。当時、女子砲丸投はソ連が他国を圧倒していた種目であった。ガリナ・ジビナが15m28の世界新記録で金メダル、クラウディア・トチェノーワが銅メダルを獲得したが、ティシケビッチは、4位となりメダルを獲得することができなかった。（銀メダルは西ドイツのマリアンネ・ヴェルナー）
1954年のヨーロッパ選手権では、ジビナ、マリア・クズネツォワに次いで3位となり銅メダルを獲得。ソ連勢で表彰台を独占した。
ティシケビッチは、1956年メルボルンオリンピックにも出場。この大会ではオリンピックの直前に16m76の世界新記録を出していたジビナが優勝候補として見られていた。ティシケビッチは、予選でヴェルナー、ジビナよりも高記録で決勝に進出。決勝では、ジビナは自身が持っていたオリンピック新記録を3度にわたり更新。しかし、ティシケビッチは最終投てきで、16m59の自己ベストを出し、ジビナを上回り金メダルを獲得した。
1958年のヨーロッパ選手権では、ヴェルナーに次いで、3位の同じソ連のタマラ・プレスをおさえ銀メダルを獲得している。
ティシケビッチは、1953年から1958年まで6年連続、ソビエト選手権で3位以内。1960年にも3位となっている。

## 主な実績
| 年   | 大会                 | 場所                         | 種目   | 結果 | 記録   |
| ---- | -------------------- | ---------------------------- | ------ | ---- | ------ |
| 1952 | オリンピック         | ヘルシンキ(フィンランド)     | 砲丸投 | 4位  | 14m42  |
| 1954 | ヨーロッパ陸上選手権 | ベルン(スイス)               | 砲丸投 | 3位  | 14 m78 |
| 1956 | オリンピック         | メルボルン(オーストラリア)   | 砲丸投 | 1位  | 16m59  |
| 1958 | ヨーロッパ陸上選手権 | ストックホルム(スウェーデン) | 砲丸投 | 2位  | 15 m54 |